# Вошта (Ајова)
Вошта (енгл. Washta) град је у америчкој савезној држави Ајова. По попису становништва из 2010. у њему је живело 248 становника.

## Демографија
Према попису становништва из 2010. у граду је живело 248 становника, што је -34 (-12.1%) становника више него 2000. године.
| Група             | 2000.       | 2010.       |
| Белци             | 280 (99,3%) | 240 (96,8%) |
| Афроамериканци    | 0 (0,0%)    | 0 (0,0%)    |
| Азијати           | 0 (0,0%)    | 1 (0,4%)    |
| Хиспаноамериканци | 2 (0,7%)    | 6 (2,4%)    |
| Укупно            | 282         | 248         |